# 奥尔苏瓦
奥尔苏瓦（法語發音：[ɔʁswa]）是法国的一个传统地区，位于埃纳、瓦兹和塞纳-马恩三省。 

## 地名
Pagus Urcensis（771年）, pagus Urcisus（853年）, pagus Orcinse（864年）, pagus Orceinus（12-13世纪）, Oleium（893年）, Orcheium, Orchois（1573年）.  
目前有2个市镇的名称中带有“奥尔苏瓦”：
- 奥尔苏瓦地区谢济
- 奥尔苏瓦地区马里尼